# Biên giới Phương Bắc (vùng)
Vùng Biên giới Phương Bắc (tiếng Ả Rập: منطقة الحدود الشمالية Al-Ḥudūd Aš-Šamāliyya) là vùng ít dân nhất tại Ả Rập Xê Út. Vùng nằm ở miền bắc của đất nước, có biên giới quốc tế với các tỉnh Muthanna, Najaf, Al Anbar của Iraq và tỉnh Mafraq của Jordan. Vùng có diện tích 111.797 km² và dân số đạt 320.524 theo điều tra nhân khẩu năm 2010 (kết quả sơ bộ). Vùng được chia thành ba tỉnh là 'Ar'ar, Rafha và Turayf. Thủ phủ của vùng là 'Ar'ar.